# Aurora (Jork)

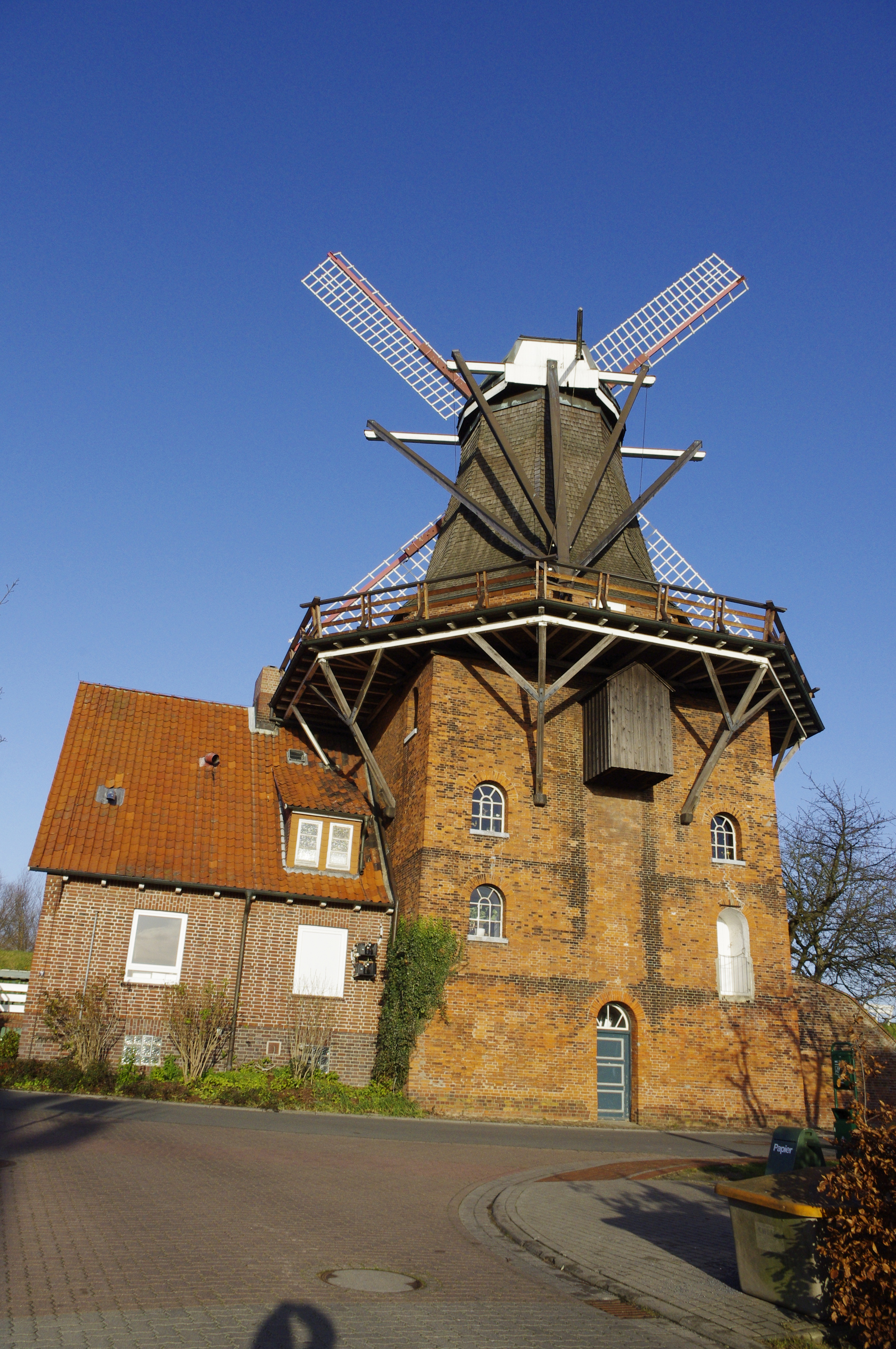
Mühle Aurora

Die Mühle Aurora, auch Borsteler Mühle genannt, ist eine Windmühle in Borstel, einem Ortsteil von Jork im Alten Land. Sie ist ein Galerieholländer, der 1856 von dem Müller Adolf Friedrich Peters erbaut wurde.

## Baubeschreibung

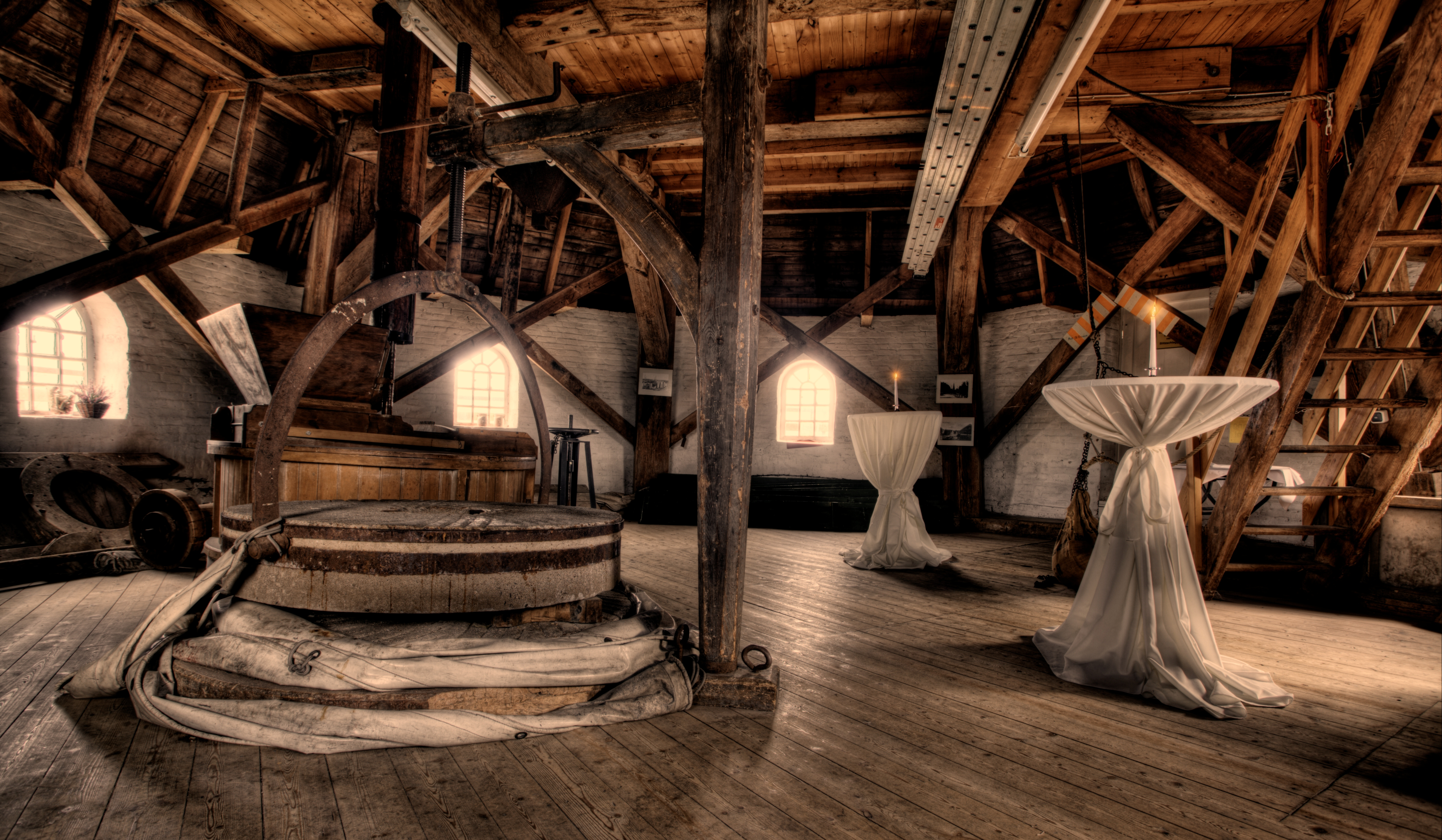
Innenansicht der Galerie in der Windmühle

Die Holländerwindmühle hat über einem 10 m hohen, vierstöckigen Backsteinunterbau eine umlaufende Galerie angeordnet. Von dort aus erhebt sich die eigentliche Mühle um weitere 14 Meter über dem achteckigen Grundriss. Die Mühle hat segelbespannte Flügel (Segelgatterflügel) und neun Ebenen bei einer Gesamthöhe von 24 Meter.
1907 ließ Gerd Pickenpack den Mühlensteert abnehmen und eine Windrose mit Stellgetriebe anbauen, die vermutlich nie richtig funktioniert hat, da die Mühle damals schon abgesackt ist und leicht schräg stand. Im Jahre 1911 wurde auf Motorbetrieb umgestellt, um auch windarme Zeiten ausnutzen zu können, für den ein Anbau errichtet wurde.

## Namensgebung

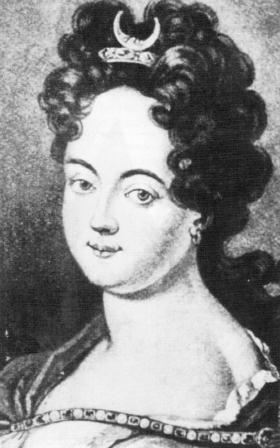
Aurora, Gräfin von Königsmarck

Die Mühle „Aurora“ in Jork wurde zu Ehren von Aurora, Gräfin von Königsmarck (* 28. April 1662 in Stade; † 16. Februar 1728 in Quedlinburg) benannt. Marie Aurora war die Tochter des Grafen Conrad Christopher von Königsmarck und seiner Frau Maria Christina von Wrangel (1637–1691); deren Halb-Bruder der schwedische Reichsmarschall Carl Gustav Wrangel, Graf von Salmis war. Sie war die Enkelin des ersten schwedischen Generalgouverneurs in Stade. Sie war für Voltaire neben Katharina II. „die berühmteste Frau zweier Jahrhunderte“. Sie entstammte dem altmärkischen Adelsgeschlecht Königsmarck und war die Geliebte Augusts des Starken und danach Pröpstin des Stiftes Quedlinburg.
Der französische Dichter André Maurois hat Aurora in seinem Buch über George Sand ein literarisches Denkmal gesetzt (Deutsch unter dem Titel „Dunkle Sehnsucht – das Leben des George Sand“ – erschienen 1953 in München).

## Vorgeschichte des Grundstücks
Der Standort der Mühle ist für Bockwindmühlen bis ins 17. Jahrhundert belegt. Als die erste Windmühle in Jork-Borstel errichtet wurde, musste sie vom Landesherren bewilligt werden. Das Privileg dazu verlieh der Bremer Erzbischof (Johann Friedrich von Schleswig-Holstein-Gottorf) dem Gräfen Dietrich Schulte, der eine Bockwindmühle errichtete. Die erste Mühle auf dem Deich hatte nicht lange Bestand. 1633 heißt es, dass der Gräfe Nicolas Dehmel die nunmehr gänzlich verfallenen Mühle zu seinem Nutzen wieder aufbaute. Die Mühle blieb bis 1672 im Besitz der Familie Dehmel.
1671 kam es zu einem Unfall, als ein Junge von 15 oder 16 Jahren beim Durchlauf seines Mehls dem Kammrade mit seiner Hand zu nahegekommen ist, die ihn an sich zog und zerdrückte. Zu dieser Zeit fielen Sachen, zum Beispiel Mühlen, die einen tödlichen Unfall verursacht hatten, an den Staat. Im Mai 1672 teilte der schwedische König mit, dass man die Mühle für 100 Reichstaler auslösen könnte. Der neue Erwerber war Otto Wilhelm von Königsmarck, Sohn des 1663 in Stade beigesetzten Generalgouverneurs für die Herzogtümer Bremen/Verden.
Otto Wilhelm von Königsmarck starb 1688. Von den Nachkommen seines Bruders lebten damals noch Maria Aurora, Amalia Wilhelmine und Philipp Christoph. Sie müssen die Mühle geerbt haben, denn später wurden die beiden Gräfinnen Aurora und Amalia als Verpächter aufgeführt.
Wie sich die Besitzverhältnisse seit dem Jahre 1725 entwickelt haben, ist nicht klar. Es scheint aber so zu sein, dass Amalie Wilhelmine nach Auroras Tod die Mühle noch bis zu ihrem Tod 1740 besessen hat. Im gleichen Jahr erwarb George II. von Hannover für 45.000 Taler die Agathenburger Besitzungen der Königsmarck und damit auch die Borsteler Mühle. Doch die hannoversche Regierung wollte die kostspielige Mühle loswerden, die regelmäßigen Einnahmen aber behalten. Der eingesetzte Amtmann Mensing bot deswegen das reparaturbedürftige Bauwerk als Erbzinsmühle gegen Höchstgebot an. Hinrich Wölcken erhielt gegen nur 117 Taler jährlich den Zuschlag, musste allerdings erst einmal 2200 Taler in die Instandsetzung der Mühle investieren. Wölcken starb 1744 und seine Witwe ließ die Mühle 5 Jahre durch Franz Dietrich Cordes betreiben, bis ihr Sohn, Heinrich Wölcken den offenbar hoch belasteten Betrieb übernahm. Wegen Überschuldung gab er den Betrieb der Mühle auf.
Danach übernahmen Hinrich Gerkens und sein Sohn Albert Wilhelm die Mühle. In die Zeit des Sohnes fällt die Sturmflut von 1825, die eine Jahrhundertflut war und in ihrer Höhe erst von der Flut 1962 übertroffen wurde. Nach 1825 wurde der Deich um „Vier Fuß“ erhöht, wodurch die Mühle im Deich stand. Das für die Erhöhung der Mühle benötigte Kapital konnte Gerckens nicht aufbringen. Es kam 1831 zum Zwangsverkauf an den Buxtehuder Kaufmann Fischer, der die Mühle seinem Schwager Johannes Hinrich Peters überließ. Dieser brachte den Betrieb wieder hoch, obwohl im Zeichen nun herrschenden Gewerbefreiheit allerorten Mühlen entstanden. Sein Sohn und Nachfolger Adolf Friedrich Peters ließ die Bockmühle abbrechen und erbaute 1856 die heutige Holländermühle.

## Geschichte der Mühle
Der Erbauer der Mühle, Adolf Friedrich Peters starb 1861, erst 28 Jahre alt. Seine Witwe heiratete den Kornschiffer Gerd Pickenpack, der die Mühle weiter betrieb. 1881 erneuerte er das nebenan stehende Wohnhaus und richtete eine Bäckerei ein. 1922  übernehmen Harms und Wahlen die Windmühle von Pickenpack, der das Mühlenhaus jedoch behält. Spätestens 1932 ist Franz Wahlen Alleininhaber des Mühlenbetriebes. 1943 wird das Flügelkreuz bei einem Bombenangriff schwer beschädigt. Fortan kann nur noch mit Motor gemahlen werden.
Der heute vorhandene Wohnhausanbau wurde 1953 errichtet. Neben dem Ehepaar Wahlen wohnte darin auch der Schwiegersohn und letzte Müller Walter Legenstein mit seiner Familie. Die damaligen Umstrukturierungen in der Wirtschaft machten die Betriebsbedingungen immer schwieriger und 1961 kam das „Aus“ für die Borsteler Mühle. Auf dem Steinboden mit den Mahlwerken, wo 100 Jahre lang Geschäftigkeit herrschte, wurde es ruhig. Turmfalken nisteten im Gebälk der Kappe. Die Müller Wahlen und später der Schwiegersohn Legenstein waren nicht in der Lage, das Bauwerk wieder instand zu setzen.
Ende der 1970er Jahre veränderte sich die Umgebung der Mühle als die Deichlinie bis auf die Insel Hahnöfersand vorverlegt und die Kreisstraße Grünendeich-Cranz als Hauptverkehrsstraße neu trassiert wurden. Der Mühlenstumpf als 13 m hoher Unterbau aus meterdicken Backsteinwänden trotzte dem Verfall, das Blechkleid des 11 m hohen Achtkants mit seiner drehbaren Haube verrostete jedoch in rasendem Tempo. Der Mühlenturm markiert die Einfahrt in das Herz des Alten Landes.
Der Landkreis Stade führte zur damaligen Zeit Kaufverhandlungen mit dem Besitzer, doch es kam zu keinem Abschluss, weil über den Preis keine Einigkeit erzielt werden konnte. Im Herbst 1981 erklärte der Müller Walter Legenstein dem Landkreis, dass er das Mühlengrundstück an einen Privatmann für Wohnzwecke verkaufen wolle. Dann erwarb es der Landkreis unter Oberkreisdirektor Dieter Diekmann und restaurierte die Mühle.

## Restaurierung

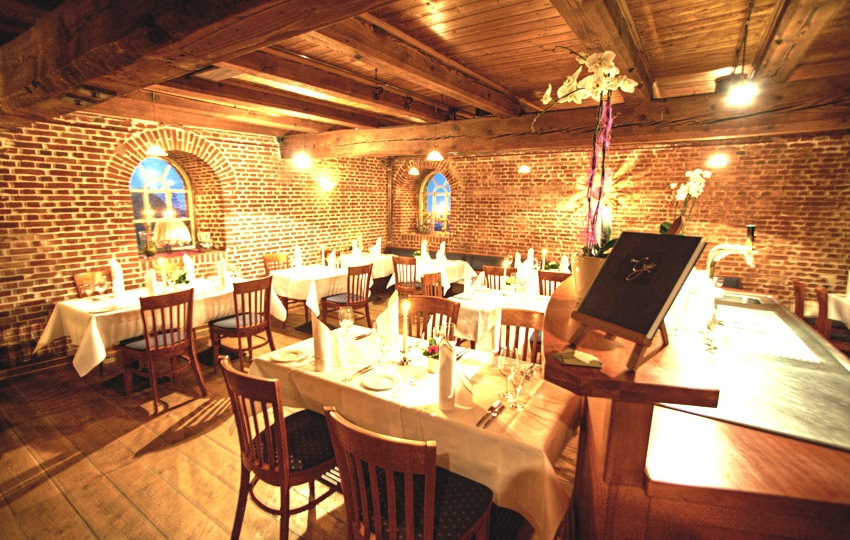
Restaurant im Mühlenraum, 2011

1984, erfolgte eine umfassende Restaurierung durch den Landkreis Stade, der die Mühle  nebst Grundstück gekauft hatte. Gleichzeitig sollte die drehbare Haube mit angebautem Steert sowie mit Schoren und Spretbalken rekonstruiert werden. Die Schäden an dem Bauwerk hatten bereits bedenkliche Ausmaße angenommen.
Im und am Mühlenturm mit seinem massiven Unterbau und der blechverkleideten Holzkonstruktion des Achtkants mit seinen neun Ebenen waren umfangreiche Ergänzungen und Instandsetzungen durchzuführen, unter anderem die Herrichtung des schadhaften Mauerwerks, Anbau einer neuen Galerie, Schindelverkleidung des Achtkant mit Zedernholz und Kupferabdeckung der Haube. Darüber hinaus mussten für die betriebsfähige Herrichtung des historischen Inneren Arbeiten wie der Einbau einer neuen Haupt- und Königswelle mit Kamm- und Stirnrad, Herrichtung des Mahlgangs, Anbau von Steert, Flügelkreuz, Rollenkranz durchgeführt werden. Dazu waren technische, handwerkliche, sowie kunsthandwerkliche Geschicke erforderlich. Auch die Sanierung und Imprägnierung der gesamten Bauhölzer gegen den Schädlingsbefall waren von großer Bedeutung. Um einen fehlerfreien Betrieb sicherzustellen, musste die Neigung des Mühlenturms um etwa 30 cm in Richtung Nord (alter Deich) im Getriebe und der Mechanik ausgeglichen werden.
Die Mühlentechnik in der Mühle ist noch vorhanden, funktioniert aber nicht mehr. Heute ist auf drei Ebenen ein Restaurant untergebracht.